# Miši
Miši är ett samhälle i Bosnien och Hercegovina.   Det ligger i entiteten Federationen Bosnien och Hercegovina, i den sydvästra delen av landet, 110 km väster om huvudstaden Sarajevo. Miši ligger 813 meter över havet och antalet invånare är 931.
Terrängen runt Miši är varierad. Närmaste större samhälle är Podhum, 1,5 km väster om Miši. 
Runt Miši är det ganska tätbefolkat, med 93 invånare per kvadratkilometer.